# 31 martie
ianuarie • februarie • martie  • aprilie  • mai  • iunie  • iulie  • august  • septembrie  • octombrie  • noiembrie  • decembrie
31 martie este a 90-a zi a calendarului gregorian și ziua a 91-a în anii bisecți. Mai sunt 275 de zile până la sfârșitul anului.

## Evenimente

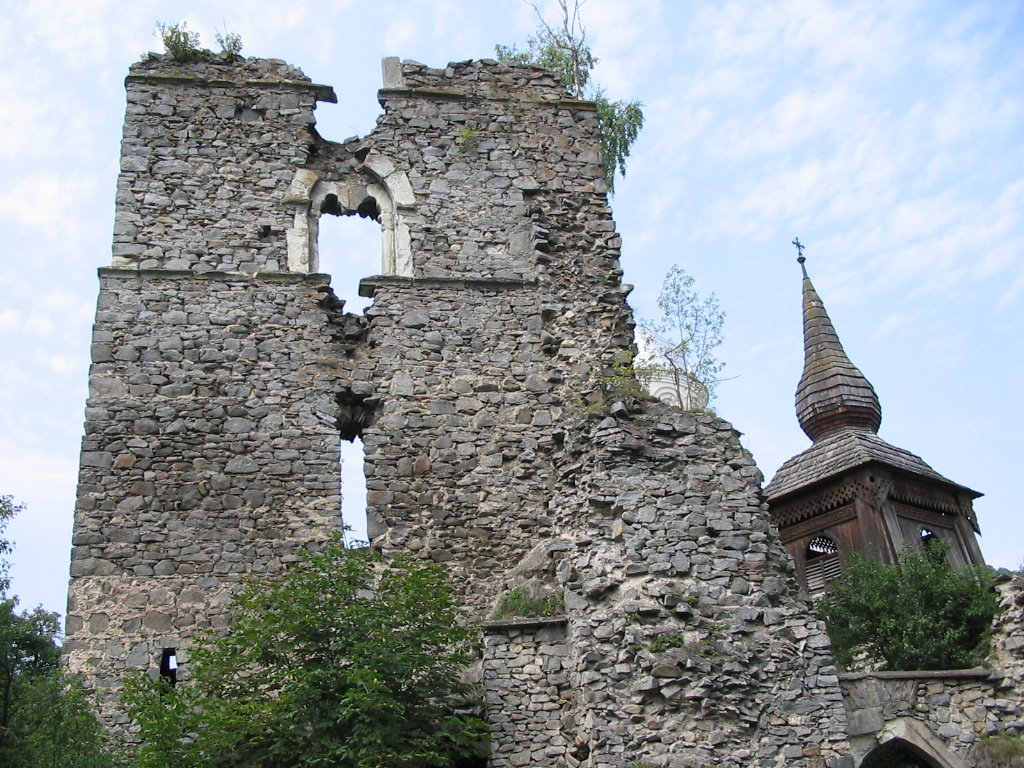
Ruinele bisericii medievale din Rodna, grav avariate în 31 martie 1241

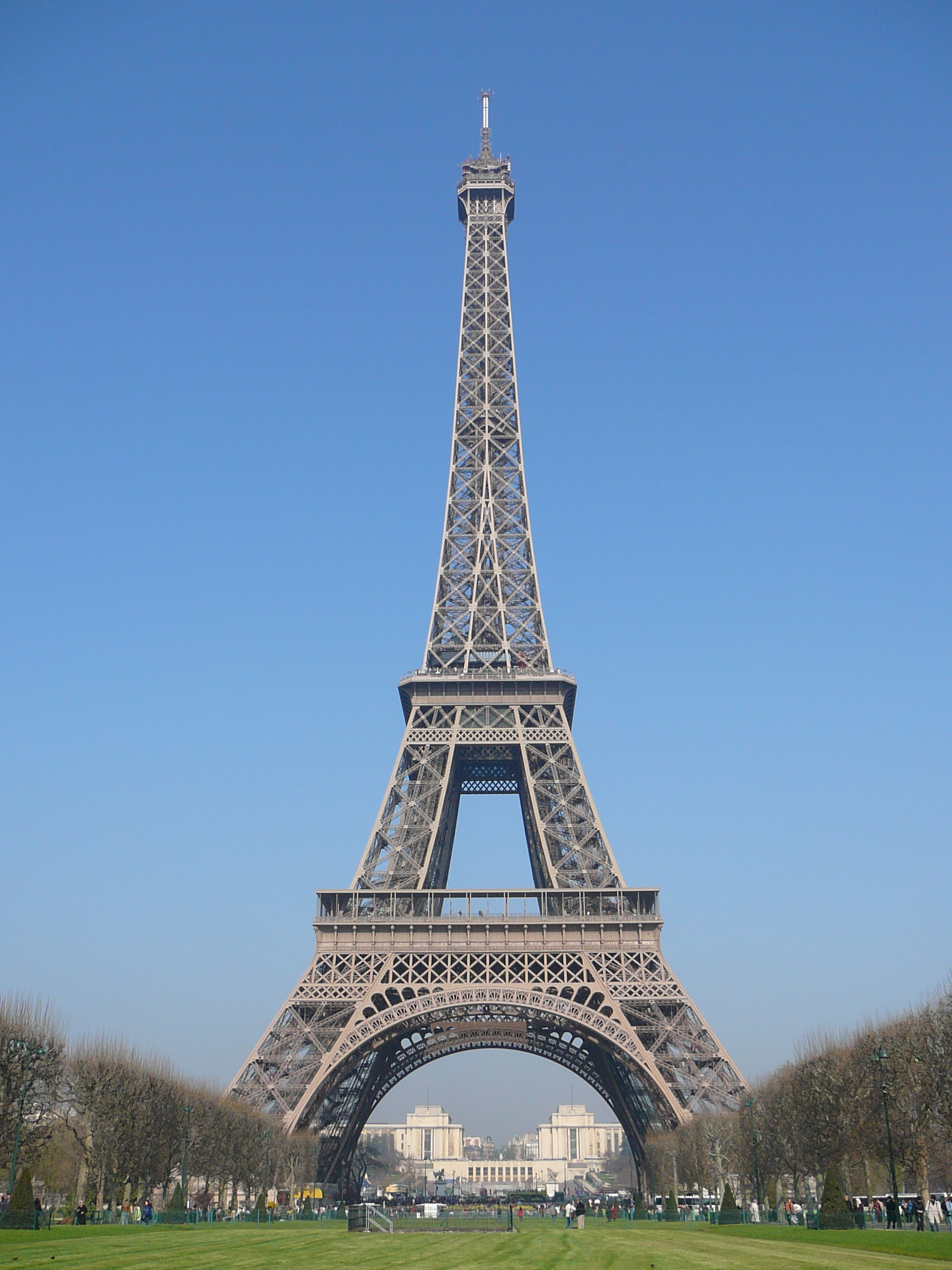
1889: A fost inaugurat Turnul Eiffel, cea mai înaltă construcție din lume la acea vreme (324m) și percepută de către majoritatea populației orașului Paris ca fiind o "rușine" care ar trebui să rămână doar 20 de ani.

- 1241: Tătarii pătrund în Transilvania și ocupă Rodna.
- 1437: A izbucnit răscoala țărănească de la Bobâlna.
- 1492: Edictul de la Alhambra: evreilor spanioli li se pune în vedere ca în termen de patru luni să se convertească la creștinism sau să părăsească țara.
- 1761: Cutremurul de la Lisabona din 1761 lovește Peninsula Iberică cu o magnitudine estimată la 8,5, la șase ani după ce un alt cutremur a distrus orașul.[1]
- 1778: Exploratorul englez James Cook a ajuns pe Insula Vancouver și a revendicat-o în numele Regatului Marii Britanii.
- 1854: Semnarea tratatului de la Kanagawa de către SUA și Japonia, care a semnificat sfârșitul izolării pe care o impuseseră Japoniei shogunii Tokugawa la începutul sec. XVII.
- 1871: S-a concesionat, pe timp de 45 de ani, unei societăți belgiene, reprezentate de Harry Hubert de Mervée Slade, dreptul de construire și exploatare în București a tramvaielor cu cai, denumite pe atunci drumurile de fier americane.
- 1876: România: Căderea guvernului conservator. Cele două cauze au fost: problemele legate de insolvabilitatea concesiunii Strousberg, care tărăgăna, și incapacitatea de a adopta o poziție clară în problema orientală (care se deschisese odată cu răscoalele antiotomane ale Bosniei și Herțegovinei).
- 1877: Războiul de independență: Guvernul României a hotărât mobilizarea generală a armatei.
- 1885: Marea Britanie a impus protectoratul sau asupra Bechualandului.
- 1889: A fost inaugurat Turnul Eiffel, cea mai înaltă construcție din lume la acea vreme (324 m) și percepută de către majoritatea populației orașului Paris ca fiind o "rușine" care ar trebui să rămână doar 20 de ani.[2]
- 1893: A fost înființat primul partid social - demorat din România, Partidul Social Democrat al Muncitorilor din România, PSDMR.
- 1917: A intrat în vigoare pentru prima dată ora de vară în SUA.
- 1917: SUA a intrat în posesia Insulelor Virgine din Marea Caraibelor.
- 1931: Un cutremur a distrus Managua, Nicaragua; au murit 2.000 de oameni.
- 1938: Carol al II-lea a desființat toate partidele politice și a instituit Consiliul de Coroană ca organ de stat cu caracter permanent, alcătuit din membri "consilieri regali" numiți de rege, cu rang de miniștri de stat.
- 1959: Al 14-lea Dalai Lama, Tenzin Gyatso, a ajuns la granița cu India, unde i s-a oferit azil politic
- 1966: Lansarea navei spațiale sovietice fără echipaj uman, Luna 10, primul vehicul spațial care a intrat pe orbita Lunii.
- 1967: Jimi Hendrix și-a ars chitara la London's Astoria Theatre. A fost spitalizat pentru că și-a ars mâinile.
- 1970: Explorer 1 a reintrat în atmosfera Pământului (după 12 ani pe orbită).
- 1994: Într-un articol din revista Nature, William H. Kimbel, Donald C. Johanson și Yoel Rak au raportat găsirea primului craniu complet al unui Australopithecus afarensis la Hadar, Etiopia.[3]
- 1995: Zborul 371 al TAROM s-a prăbușit lângă localitatea Balotești, la scurt timp după decolarea de pe Aeroportul Internațional Henri Coandă.
- 2024: România și Bulgaria devin membre ale Spațiului Schengen prin intermediul rutelor maritime și aeriene.[4]

## Nașteri
- 0250: Constanțiu I, împărat roman (d. 306)
- 1359: Filipa de Lancaster, soția regelui Ioan I al Portugaliei (d. 1415)
- 1499: Papa Pius al IV-lea (d. 1565)
- 1519: Henric al II-lea al Franței (d. 1559)

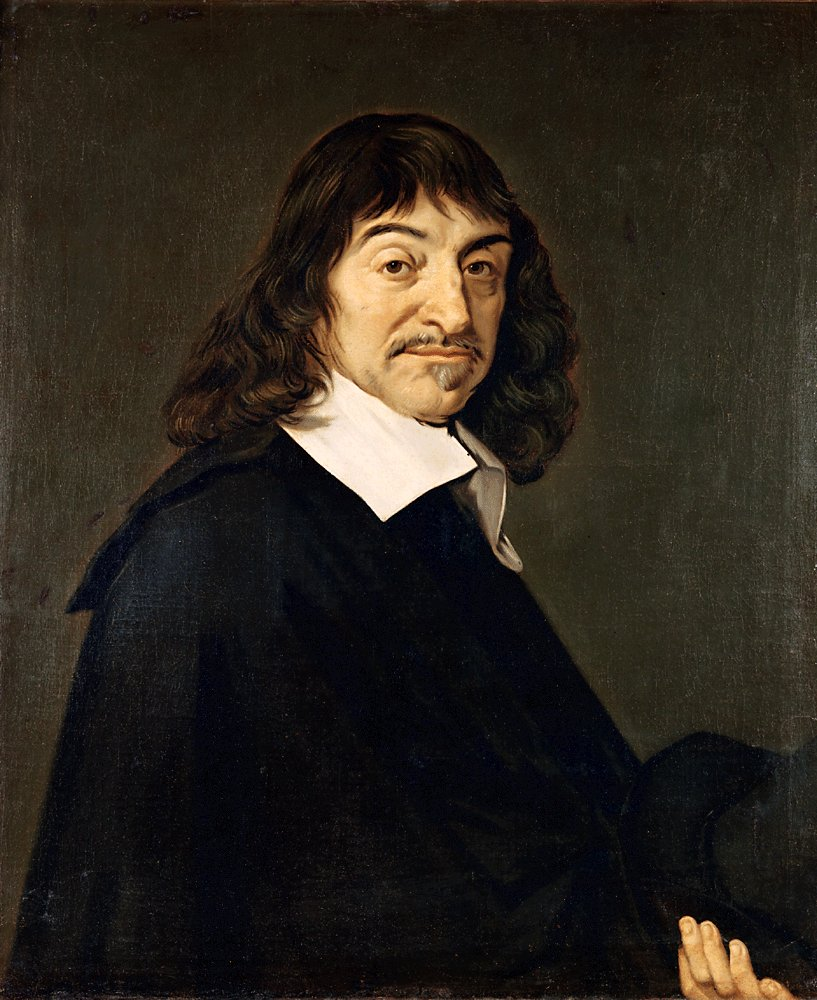
René Descartes, filosof, matematician francez
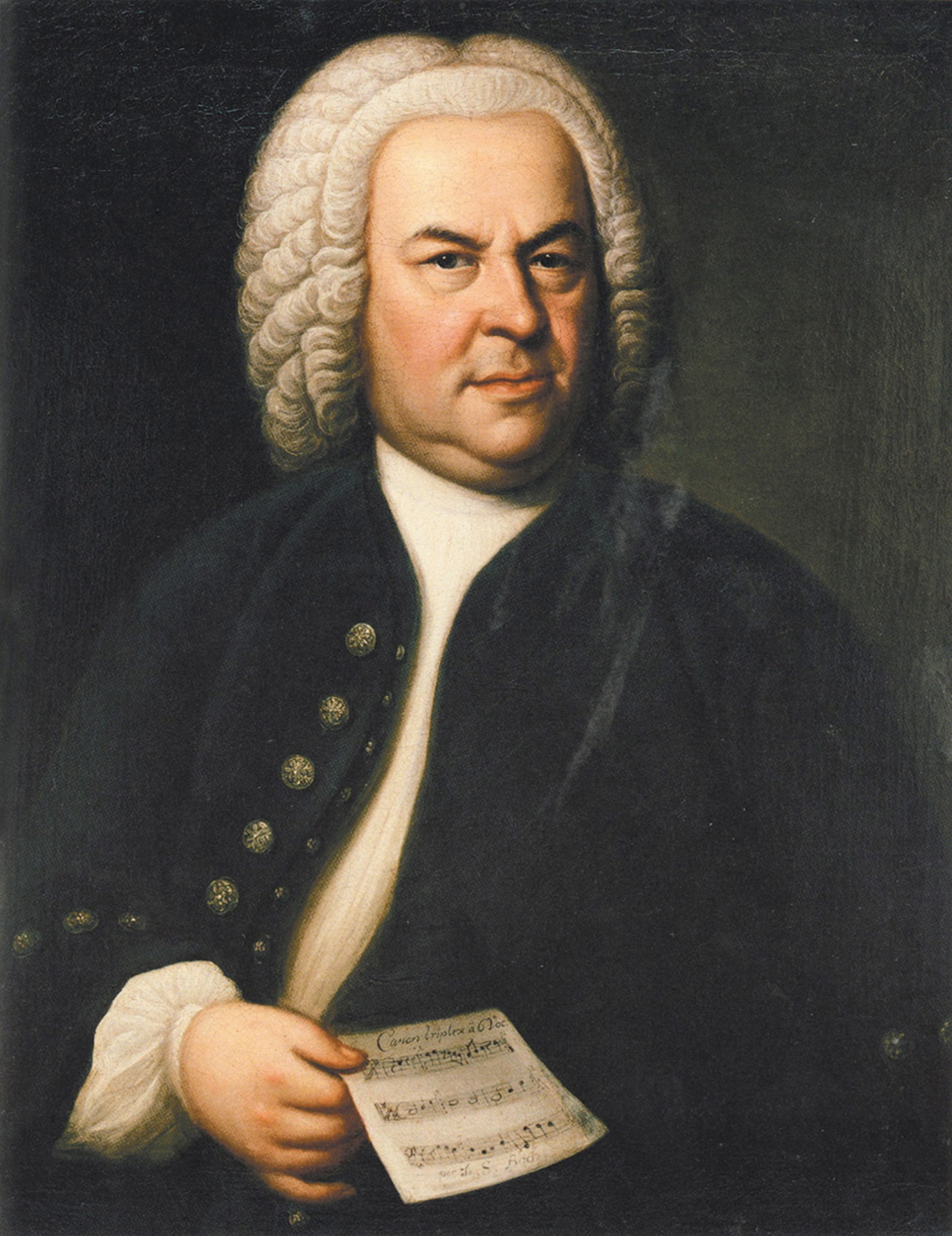
Johann Sebastian Bach, compozitor german
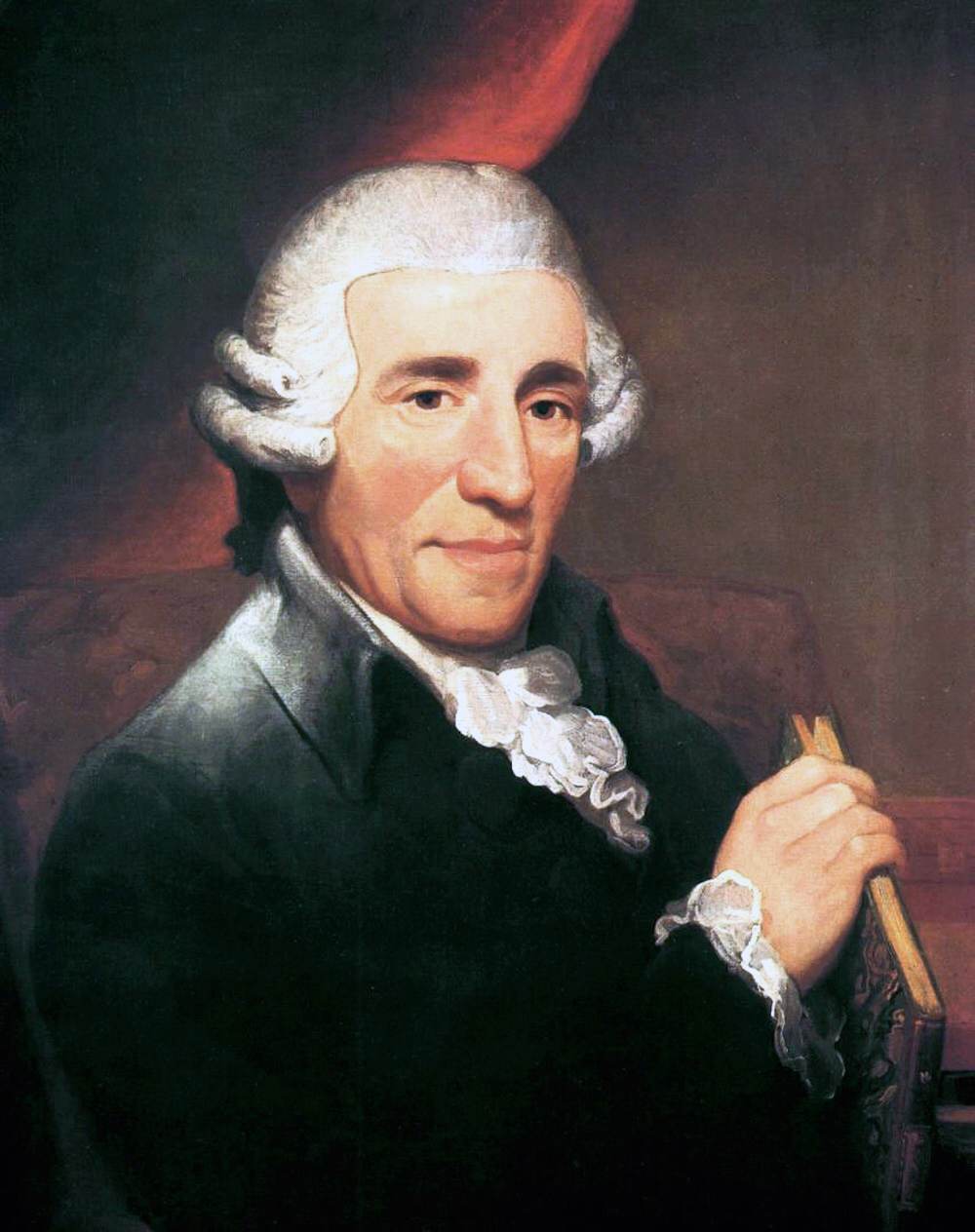
Joseph Haydn, compozitor austriac

- 1596: René Descartes, filosof, matematician francez (d. 1650)
- 1621: Andrew Marvell, poet englez (d. 1678)
- 1670: Louis-Auguste de Bourbon, duce du Maine, fiu nelegitim al regelui Ludovic al XIV-lea al Franței (d. 1736)
- 1675: Papa Benedict al XIV-lea (d. 1758)
- 1685: Johann Sebastian Bach, compozitor german (d. 1750)
- 1718: Infanta Mariana Victoria a Spaniei, regină a Portugaliei (d. 1781)
- 1723: Frederick al V-lea, rege al Danemarcei și Norvegiei (d. 1766)
- 1732: Joseph Haydn, compozitor austriac (d. 1809)
- 1803: Ducesa Marie Louise de Mecklenburg-Schwerin, ducesă consort de Saxa-Altenburg (d. 1862)
- 1836: Adolf Ágai, scriitor, jurnalist, redactor maghiar de origine evreiască și poloneză (d. 1916)
- 1882: Kornei Ciukovski, poet rus (d. 1969)
- 1890: William Lawrence Bragg, fizician australian, laureat al Premiului Nobel (d.1971)
- 1891: Ion Pillat, poet și traducător român, laureat al Premiului Național pentru literatură (d. 1945)
- 1900: Henric, Duce de Gloucester, al 3-lea fiu al regelui George al V-lea al Regatului Unit (d. 1974)
- 1905: Anton Dumitriu, logician român (d. 1992)

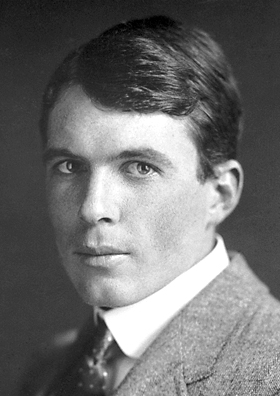
William Lawrence Bragg, fizician australian, laureat Nobel
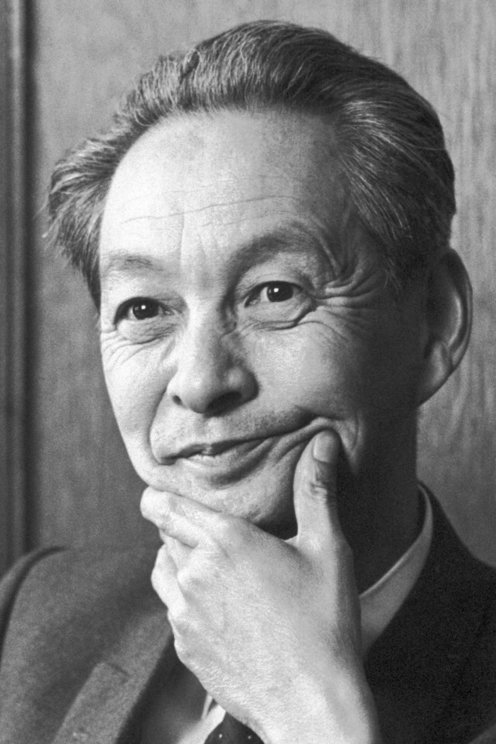
Sin-Itiro Tomonaga, fizician japonez, laureat Nobel
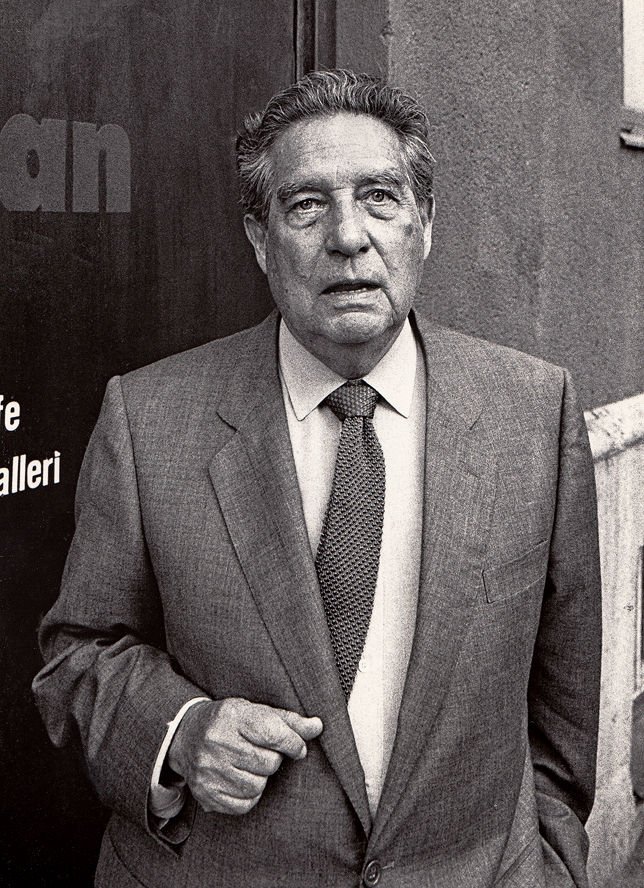
Octavio Paz, poet mexican, laureat Nobel

- 1906: Sin-Itiro Tomonaga, fizician japonez, laureat al Premiului Nobel (d. 1979)
- 1914: Octavio Paz, poet și publicist mexican, laureat al Premiului Nobel (d. 1998)
- 1915: Gheorghe Pavelescu, etnolog și folclorist român, doctor în filosofia culturii, în sociologie rurală și în etnologie (d. 2008)
- 1926: John Fowles, scriitor englez (d. 2005)
- 1929: Arnold Hauser, scriitor german din România (d. 1988)
- 1933: Nichita Stănescu, poet român (d. 1983)
- 1934: Carlo Rubbia, fizician italian, laureat al Premiului Nobel
- 1934: Richard Chamberlain, actor și cântăreț american (d. 2025)
- 1935: Gábor Adriányi, scriitor și istoric maghiar
- 1938: Gheorghe Mocanu, pictor român (d. 1993)
- 1940: George Paul Avram, actor român (d. 2020)
- 1943: Christopher Walken, actor american
- 1948: Al Gore, politician american, al 45-lea vicepreședintele ale SUA
- 1948: Adrian Enescu, muzician și compozitor român cunoscut în special pentru activitatea sa în domeniul muzicii de film
- 1949: Tamara Crețulescu, actriță română de teatru și film
- 1953: Éva Kiss, cântăreață română de etnie maghiară
- 1955: Angus Young, chitarist și compozitor australian, co-fondator al AC/DC
- 1959: Cristina Felea, traducătoare română
- 1961: Adrian Pleșca - solist al trupelor Timpuri Noi și Partizan, membru în Corul academic Radio

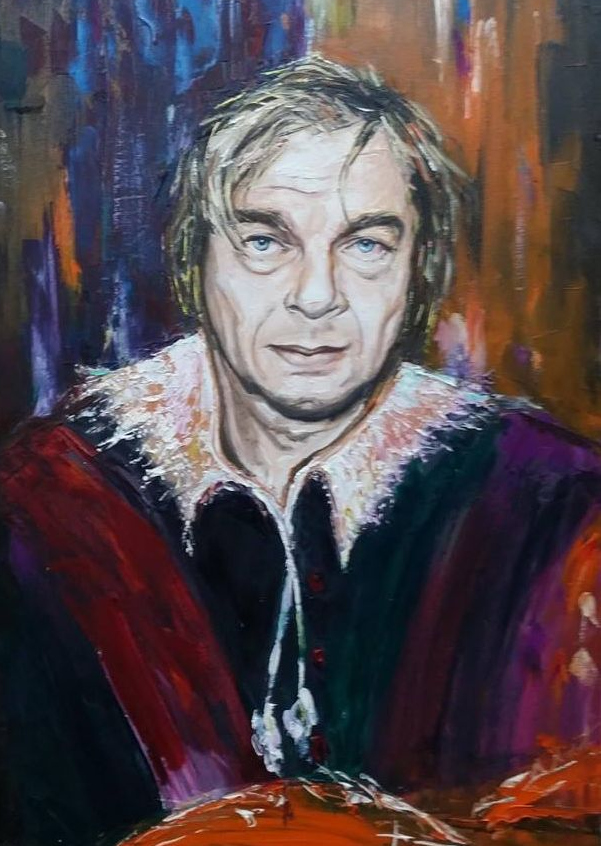
Nichita Stănescu, poet român
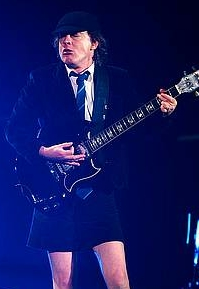
Angus Young, chitarist și compozitor australian, co-fondator al AC/DC
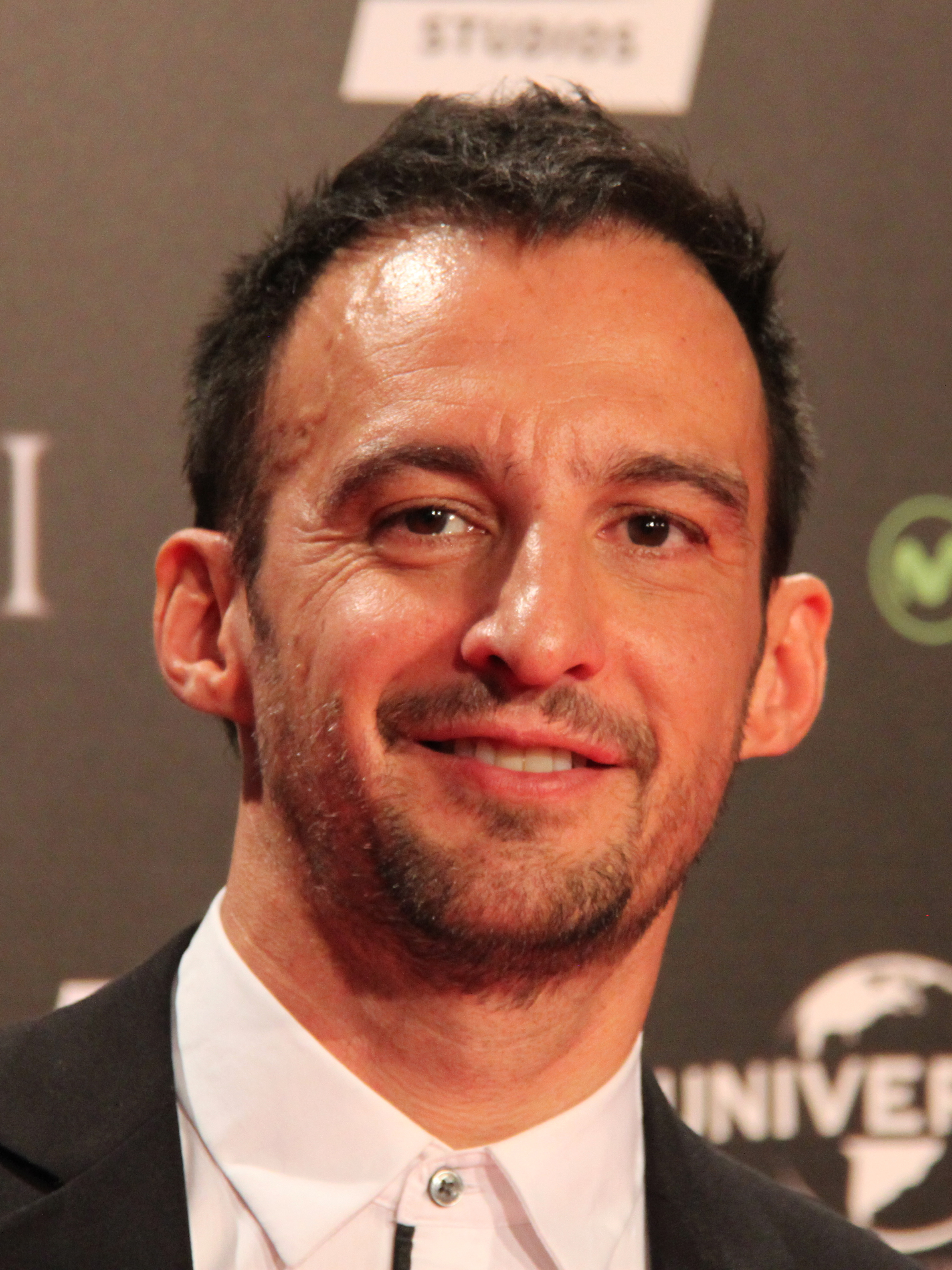
Alejandro Amenábar, regizor, scenarist chiliano-spaniol

- 1970: Damian Drăghici, artist român
- 1972: Alejandro Amenábar, regizor, scenarist chiliano-spaniol
- 1973: Cătălin Țăranu, jucător român de go
- 1974: Mimi Brănescu, actor, scenarist român
- 1979: Cristian Nemescu, regizor și scenarist român (d. 2006)
- 1982: Chloé Zhao, regizoare, scenaristă și producătoare de film chineză
- 1983: Ashleigh Ball, actriță canadiană de film, televiziune și voce
- 1988: Edit Miklós, schioare alpină, având dublă naționalitate română și maghiară, specializată în probele de viteză (coborâre și super-G)
- 1989: Anatolii Herei, scrimer ucrainean
- 1998: Dorottya Faluvégi, handbalistă maghiară
- 1995: Anna Márton, scrimeră maghiară

## Decese
- 1547: Regele Francisc I al Franței (n. 1494)
- 1567: Filip I, Landgraf de Hesse, primul prinț protestant din Germania (n. 1504)
- 1621: Filip al III-lea al Spaniei (n. 1578)
- 1837: John Constable, pictor englez (n. 1776)
- 1850: John C. Calhoun, politician american, al 6-lea vicepreședinte al SUA (n. 1782)
- 1855: Charlotte Brontë, scriitoare britanică (n. 1816)

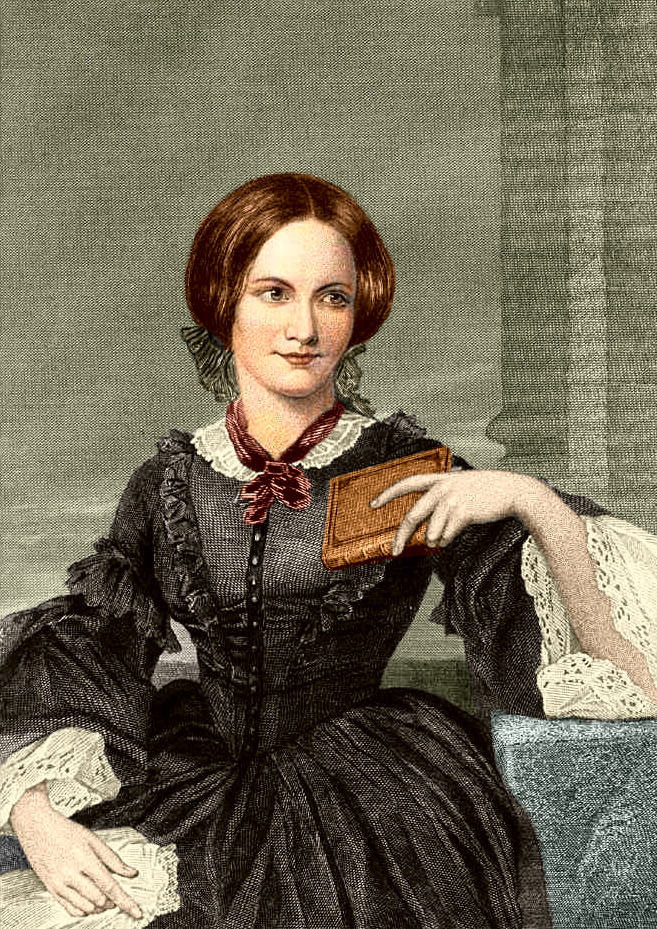
Charlotte Brontë, scriitoare britanică
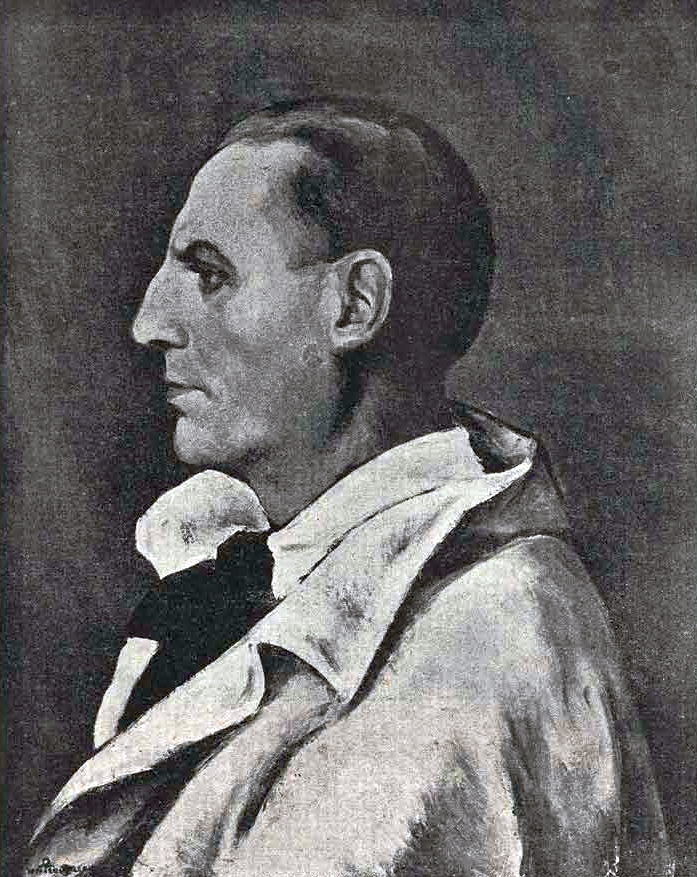
Ion Teodorescu-Sion, pictor, desenator român
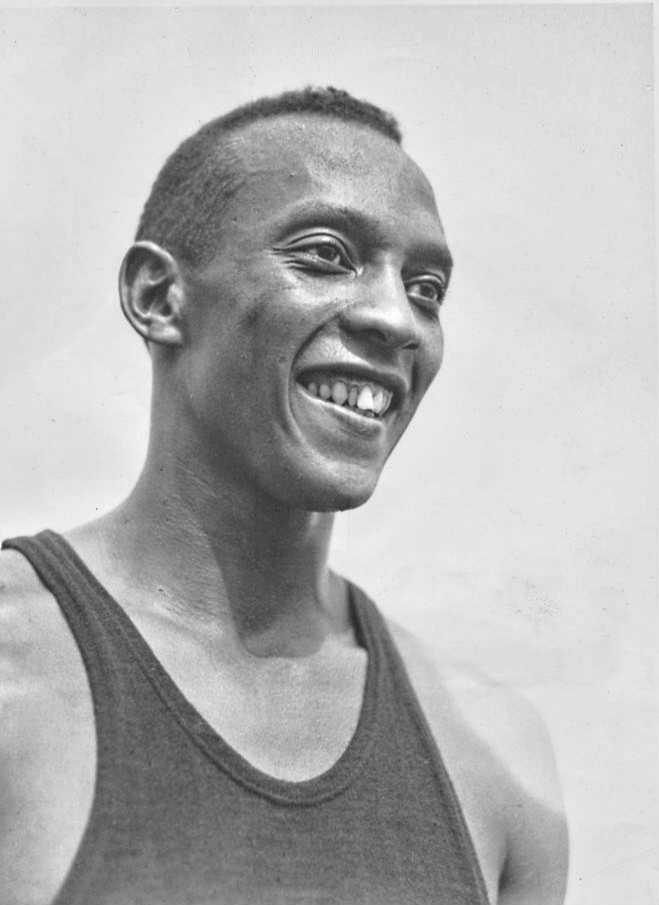
Jesse Owens, atlet american

- 1880: Henryk Wieniawski, compozitor polonez (n. 1835)
- 1881: Prințesa Caroline a Danemarcei, fiica cea mare a regelui Frederic al VI-lea al Danemarcei (n. 1793)
- 1885: Franz Abt, compozitor și dirijor german (n. 1819)
- 1895: Theodor Brorsen, astronom danez (n. 1819)
- 1914: Christian Morgenstern, poet, scriitor și traducător german (n. 1871)
- 1917: Emil Adolf von Behring, medic german, laureat al Premiului Nobel (n. 1854)
- 1920: Paul Bachmann, matematician german (n. 1837)
- 1930: António Carneiro, artist portughez (n. 1872)
- 1939: Ion Teodorescu-Sion, pictor, desenator român (n. 1882)
- 1945: Anne Frank, al cărei jurnal faimos a fost publicat după al doilea război mondial (n. 1929)
- 1945: Hans Fischer, chimist german, laureat Nobel (n. 1881)
- 1952: Silvia Creangă, matematiciană română (n. 1894)
- 1971: Marius Bunescu, pictor român (n. 1881)
- 1980: Jesse Owens, atlet american (n. 1913)
- 1993: Brandon Lee, artist de arte marțiale și actor american, fiul lui Bruce Lee (n. 1965)
- 1995: Selena Quintanilla-Pérez, cântăreață, muziciană, compozitoare de origine mexicano-americană (n. 1971)
- 1997: Gheorghe Tomozei, poet român (n. 1936)
- 2000: Alexandru Cumpătă, pictor român (n. 1922)
- 2001: Clifford Shull, fizician american (n. 1915)
- 2012: Ion Lucian, actor român (n. 1924)
- 2009: Marga Barbu, actriță română de teatru și film (n. 1929)
- 2010: Ana Novac, scriitoare română stabilită în Franța (n. 1929)
- 2016: Hans-Dietrich Genscher, ministru german (n. 1927)
- 2016: Imre Kertész, scriitor, romancier, jurnalist maghiar, laureat Nobel (n. 1929)
- 2016: Zaha Hadid, arhitectă irakiană și britanică (n. 1950)
- 2017: James Rosenquist, pictor american (n. 1933)
- 2022: Niculae Spiroiu, inginer și general de armată român, ultimul ministru militar (n. 1936)

## Sărbători
- Malta : Festa/Sărbătoarea Libertății; se comemorează finele suveranității britanice asupra țării, in 1979.